# معتقل عصب
مركز اعتقال عصب يقع مركز الاعتقال في عصب على بعد 12 كيلو متر شمال مدينة عصب الإريترية، يتبع المركز دولة الإمارات العربية المتحدة ويقع بجوار قاعدتها العسكرية الجوية، أنشئت القاعدة العسكرية كمواقع تنطلق منها قواتها المشاركة في التدخل العسكري في اليمن وشملت الأنشطة المعلنة أيضاً تدريب قوات الحزام الأمني. 
وتعتقل الإمارات في «سجن عصب» اليمنيون المناهضين للإمارات، والرافضين العمل لحساب الحزام الأمني في عدن، في محاولة لإجبارهم على القيام بعمليات اغتيال والتعاون معهم، بحسب التقرير الأخير لفريق خبراء الأمم المتحدة المعني باليمن.

## وصلات خارجية
- تقرير حالة حقوق الإنسان في اليمن A_HRC_42_CRP_1_AR